# Famille de Flavin
 (avril 2023).
La famille de Flavin est une famille d'ancienne noblesse française originaire de la vicomté de l'Albigeois avant de s'installer en Rouergue.
Elle s'est éteinte en 1851 selon l'historien du Rouergue Hippolyte de Barrau[réf. à confirmer].

## Histoire
Hippolyte de Barrau dans Documents historiques et généalogiques sur les familles et les hommes remarquables du Rouergue dans les temps anciens et modernes écrit : « Cette famille, d'ancienne chevalerie, a pris son nom du château de Flavin, près de Tanus, en Albigeois, où elle subsista longtemps avec honneur avant qu'elle jetât ses branches en Rouergue ».

## Possessions
Les principaux fiefs de la famille de Flavin sont : Flavin, Monestiers, La Bastide, Tanus, en Albigeois ; Villelongue, La Capelle-Viaur, Lencou, Lasmaries, en Rouergue.

## Personnalités
Les principaux membres de la famille de Flavin sont :
XVe siècle
- Guillaume de Flavin est qualifié en 1447 de noble et puissant homme, chevalier, seigneur de Flavin et du château de Malemort[1].

XVIe siècle
- En 1512, Pierre de Flavin, se rend à Bayonne avec les autres gentilshommes du ban et arrière-ban de la noblesse du Rouergue.
- Gaspard de Flavin, seigneur de Flavin et de Tanus, est lieutenant-général de robe-courte en la sénéchaussée de Toulouse, il teste en 1571.
- Paul de Flavin, sert dans la compagnie de M. de Cornusson, sénéchal de Toulouse, pour aller faire la guerre aux huguenots, il teste en 1575.
- Pierre de Flavin commande une garnison de 60 soldats au château de Lencou, sur le Tarn, qui appartient à sa famille et qui a été attaqué en 1586.

XVIIe siècle
- Pierre de Flavin, chargé par le roi Louis XIV d'un commandement dans les Cévennes contre les camisards.

## Alliances
Les principales alliances de la famille de Flavin sont : de Monestiers, de Brussac, de Siguald (1503), de Lévezou de Vesins (Sibille de Lévezou de Vesins, fille d'Antoine de Lévezou de Vesins et de Jeanne de Montvalat) (1513), de Lautrec (haute et puissante dame Séguine de Lautrec, fille de François de Lautrec, l'un des cents gentilshommes de la maison du roi en 1488, et de Brunette de Lordat) (1542), de Créato (1553), de Genibrouse (1572), de Séguy (1658), de Barrau (1680), de Beauclair (1690), de Méjanès (Antoine-Arnaud de Méjanès) (1716).

## Armes
- D'azur, à trois soleils d'or.[1].